# Casa di Livia
La cosiddetta "Casa di Livia" è una delle abitazioni repubblicane rimaste sul colle Palatino, scavata dal 1869.  L'identificazione dell'area con la casa della moglie di Augusto risale ai primi scavi condotti da Pietro Rosa su incarico di Napoleone III, quando fu rinvenuta una conduttura di piombo che portava il nome di Iulia Aug(usta), ma è dimostrato che le parti più antiche dell'abitato risalgono in realtà al 75-50 a.C.. Oggi si ipotizza che l'edificio fosse un appartamento riservato a Livia nella casa del marito (casa di Augusto), agglomerato di numerose case più antiche. Il sito si trova poco distante dal tempio della Magna Mater, sull'estremità occidentale del colle, su una terrazza più bassa del tempio e su un terreno lievemente in pendenza.

## Descrizione
L'accesso avveniva tramite un corridoio inclinato, che conserva il mosaico pavimentale originale, con tessere nere disposte in maniera regolare sullo sfondo di tessere bianche. Anche il pianerottolo presenta una decorazione simile. Molto probabilmente questo non è l'accesso originario, che venne chiuso durante uno dei vari rimaneggiamenti. esso doveva trovarsi sul lato opposto, dove restano tracce forse di un impluvium e alcuni cubicola (stanzette da letto).
Da qui si accede a un cortile rettangolare con pilastri che dovevano sostenere una tettoia e dei quali oggi restano solo le basi. Il tablino, posto tra altre due stanze che si affacciano sul cortile, doveva essere il passaggio di comunicazione tra le due parti della casa. Qui e nei due ambienti adiacenti si è conservata una famosa decorazione ad affreschi di secondo stile, oggi staccate e databili al 30 a.C. Le pareti erano più antiche, come ha dimostrato lo stacco evidenziando passaggi appositamente tamponati per disporre della parete intera: esse sono in opera reticolata non troppo regolare e sono attribuibili al 75-50 a.C.
La parete meglio conservata è quella di destra del tablino, tripartita da colonne corinzie dipinte su un basso podio, raffigurate su alte basi che creano effetti illusionistici "sfondando" la parete. Sostengono un soffitto a cassettoni in prospettiva, che crea una sorta di quinta teatrale. Al centro, entro una finta porta aperta, è presente un soggetto mitologico, Io sorvegliata da Argo e Mercurio che giunge a liberarla, copia di un celebre quadro del greco Nikias (Nicia) o della sua scuola. Ai lati si trovano altre due porte dipinte coi battenti aperti, dove al centro lasciavano vedere una complessa città con architetture in prospettiva, non prive di incongruenze e popolate da vari, piccoli personaggi (quella di destra è perduta). A metà altezza si trovano quadretti con scene di genere, mentre un po' tutta la superficie è popolata da vari elementi decorativi minori: sfingi, figurine alate, racemi e candelabre. La parete opposta all'ingresso aveva al centro un quadro con Polifemo e Galatea, ben conservata al momento della scoperta ma oggi quasi del tutto svanita.
Nella stanza di destra si è ben conservata la parete di sinistra, con una partitura a riquadri più semplice del tablino, con ghirlande, frutta, fogliame e, in alto, un fregio a sfondo giallo con scene egittizzanti, realizzate con un'interessante tecnica a schizzo con lumeggiature. La stanza di sinistra era decorata da partiture simili, ma senza elementi figurati. Tutte queste stanze hanno conservato resti del pavimento in mosaici bianchi e neri piuttosto semplici. nel tablino si è anche conservata una conduttura di piombo, che portava acqua alla casa; su di essa, come di consueto, si trova il nome del proprietario, Iulia Aug(usta), che ha fatto pensare a Livia, ma anche alla figlia di Tito, Giulia.
La stanza a sud del cortile (il cosiddetto triclinio), vicino a dove sbucava il corridoio che probabilmente portava all'accesso originario, era pure decorato da pitture, tra le quali spiccava al centro della parete davanti all'ingresso un paesaggio con simulacro aniconico di Diana.

## Attribuzione
L'attribuzione della casa come "di Livia" è basata solo sulla traccia del nome generico sulla tubatura e da elementi circostanziali come la vicinanza alla Casa di Augusto. In ogni caso non si tratta della casa dove Livia visse col primo marito Tiberio Nerone, ma forse un appartamento a essa riservato nella casa del marito, che era un agglomerato di numerose case più antiche. Dopo il ritorno dalla Sicilia del 36 a.C., infatti, Augusto si dedicò a questa abitazione e potrebbe essere stata l'occasione in cui avvennero le forti modifiche che resero la "casa di Livia" una sorta di dépendance non autosufficiente. Le pitture risalgono infatti agli anni 30 a.C. e alcuni restauri in mattoni sarebbero pertinenti a dopo l'incendio del 3.

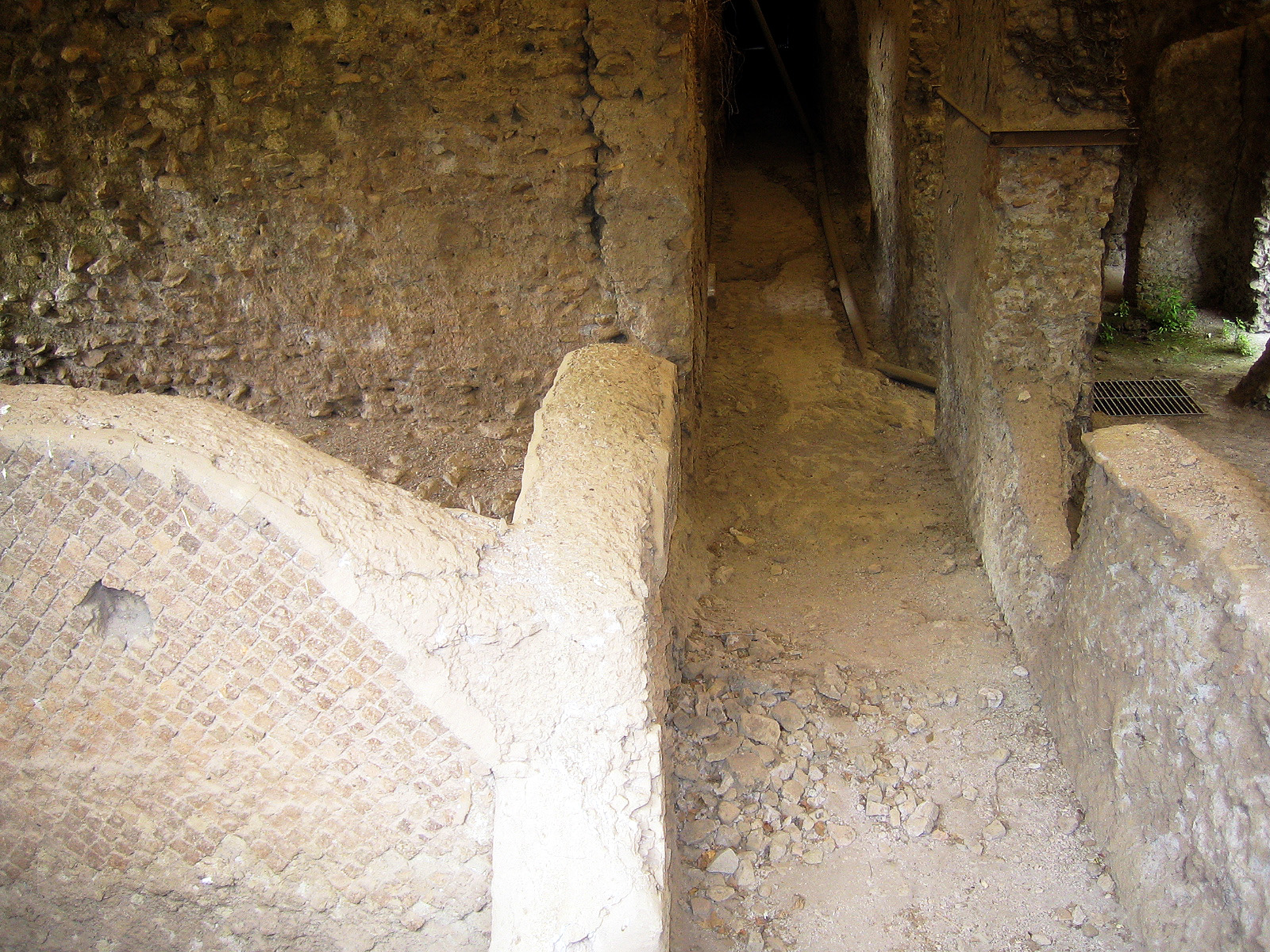
Interno della Casa di Livia.
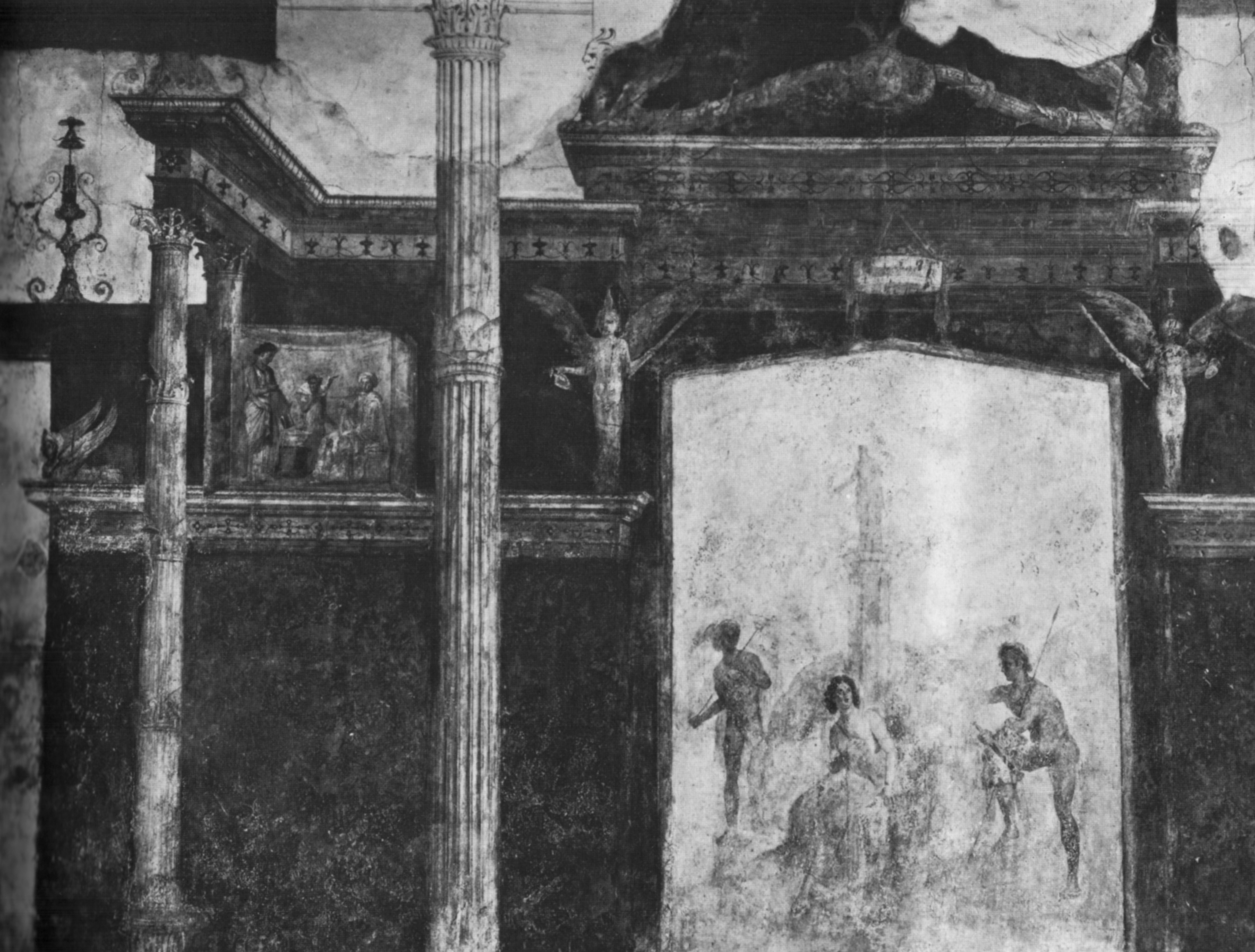
La parete del tablino.